# Aeroportul Axum
Aeroportul Axum (IATA: AXU, ICAO: HAAX) este un aeroport din Tigray Province⁠(d), Imperiul Etiopian ce deservește zona Axum. A fost numit după zona deservită.
Situat la o altitudine de 2.108 m, aeroportul dispune de o singură pistă.